# Wattweg

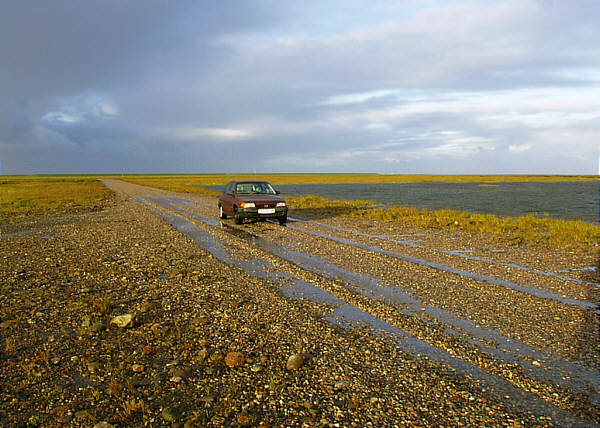
Befestigter Wattweg (Låningsvej) zur Insel Mandø.

Ein Wattweg oder Wattenweg (dänisch: Ebbevej) ist eine gesicherte und gekennzeichnete, bei Niedrigwasser begeh- oder befahrbare Verbindung durch das Watt. Er verbindet entweder das Festland mit meist kleineren Inseln oder Halligen untereinander. Ein Wattenweg unterliegt den durch die Gezeiten verursachten ständigen Veränderungen im Watt. Er muss daher überwacht und ggf. befestigt oder auch verlegt werden. Ein Wattenweg sollte nie allein bzw. in Unkenntnis der Gezeiten und der Örtlichkeiten benutzt werden. 
Der bekannteste deutsche Wattenweg verbindet Duhnen und Sahlenburg bei Cuxhaven mit der Insel Neuwerk. Auch die Halligen Süderoog und Südfall sind nur über Wattwege erreichbar. In Dänemark gibt es Ebbevejs (Wattwege) unter anderem zu den Inseln Mandø und Langli. Obwohl sich die Gezeiten an den Ostseeinseln Æbelø und Svelmø nur schwach bemerkbar machen, führen auch zu ihnen Wattwege.
Lindisfarne (Holy Island) an der nordenglischen Nordseeküste ist durch eine gezeitenabhängige asphaltierte Straße auf dem Meeresboden zu erreichen. 
Die französische Insel Île de Noirmoutier ist auch durch die Passage du Gois gezeitenabhängig erreichbar.